# Andrea del Verrocchio

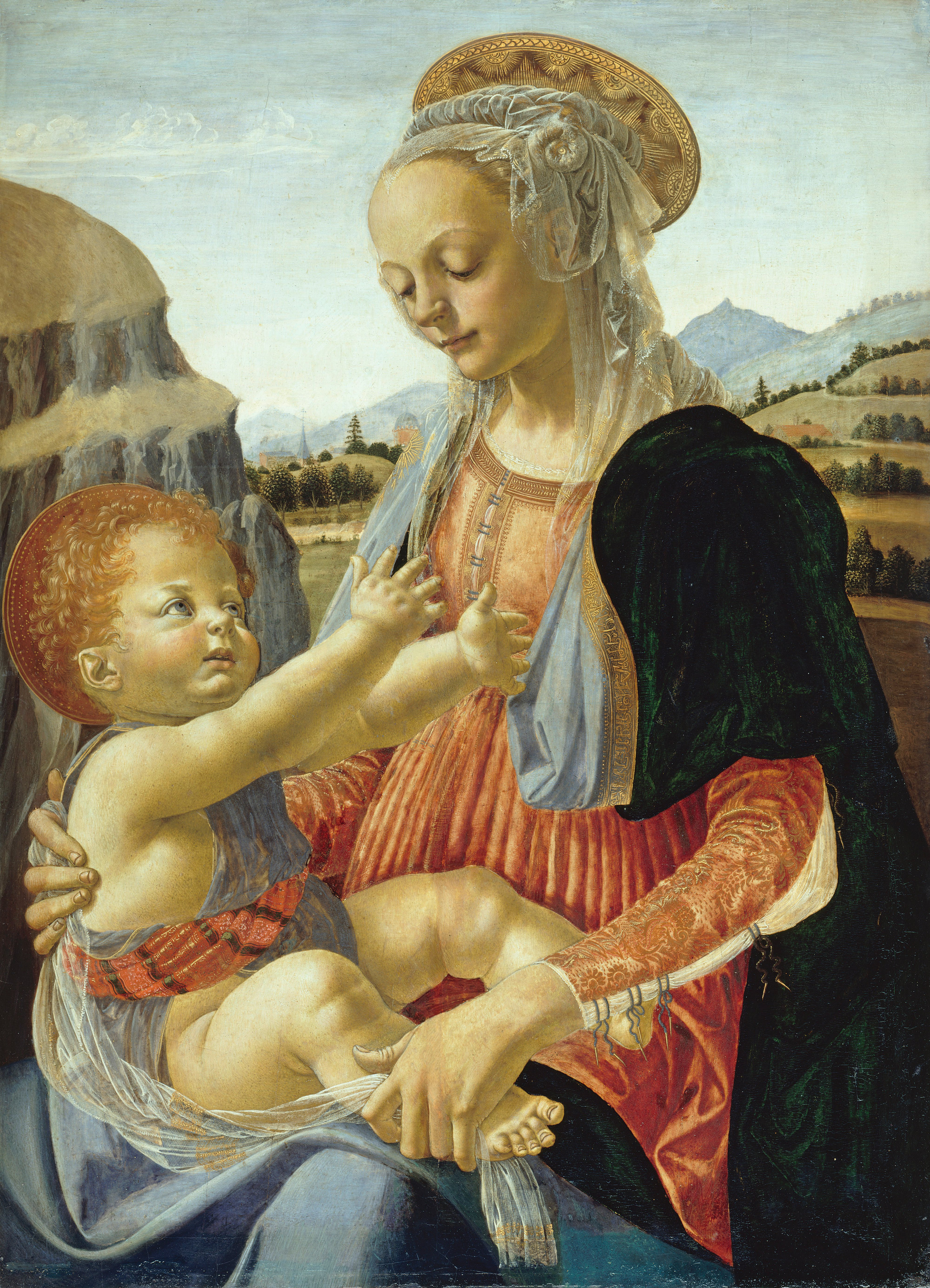
Vierge à l'Enfant, Gemäldegalerie, Berlin (1470)

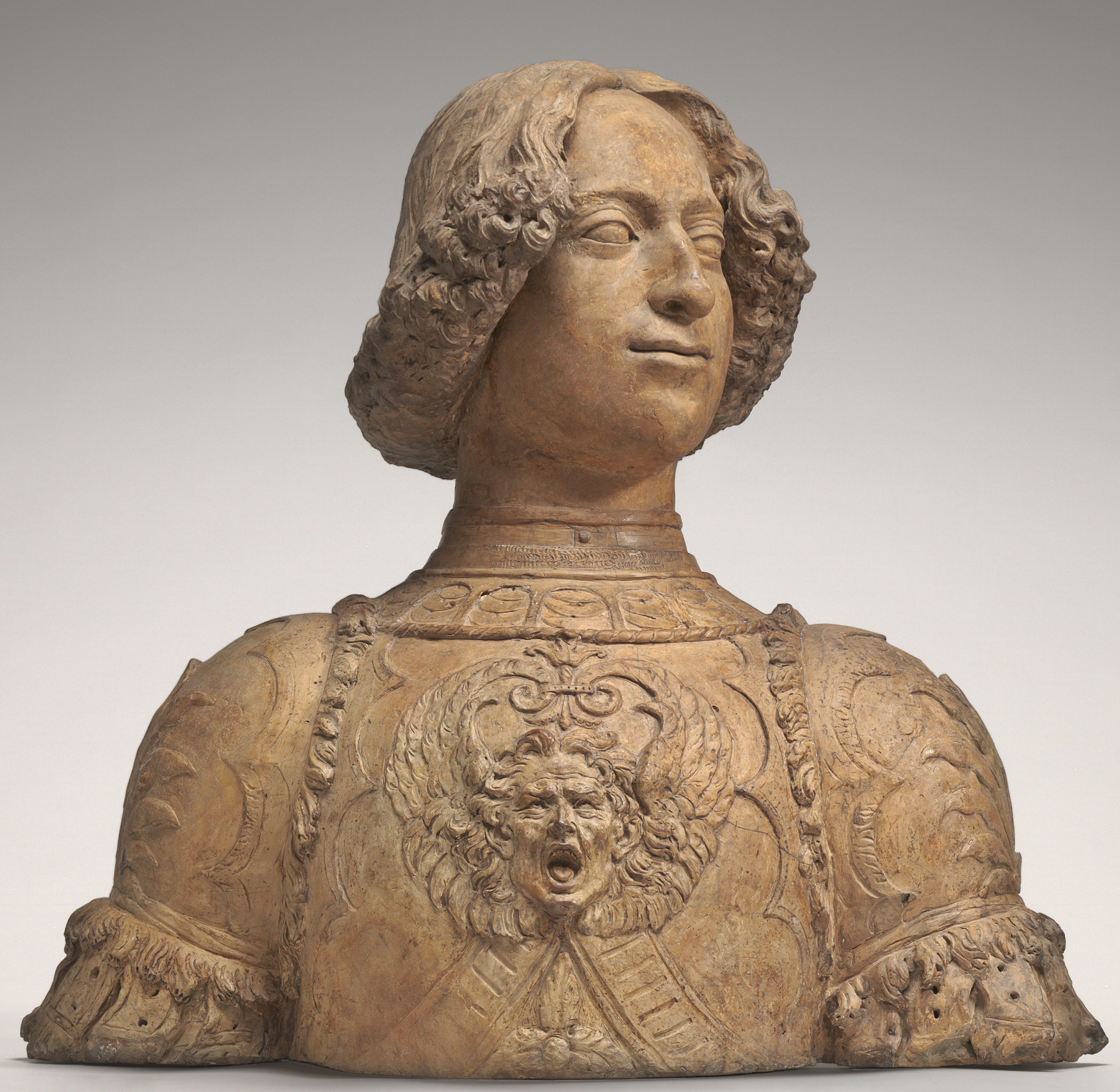
Buste de Julien de Médicis, National Gallery of Art

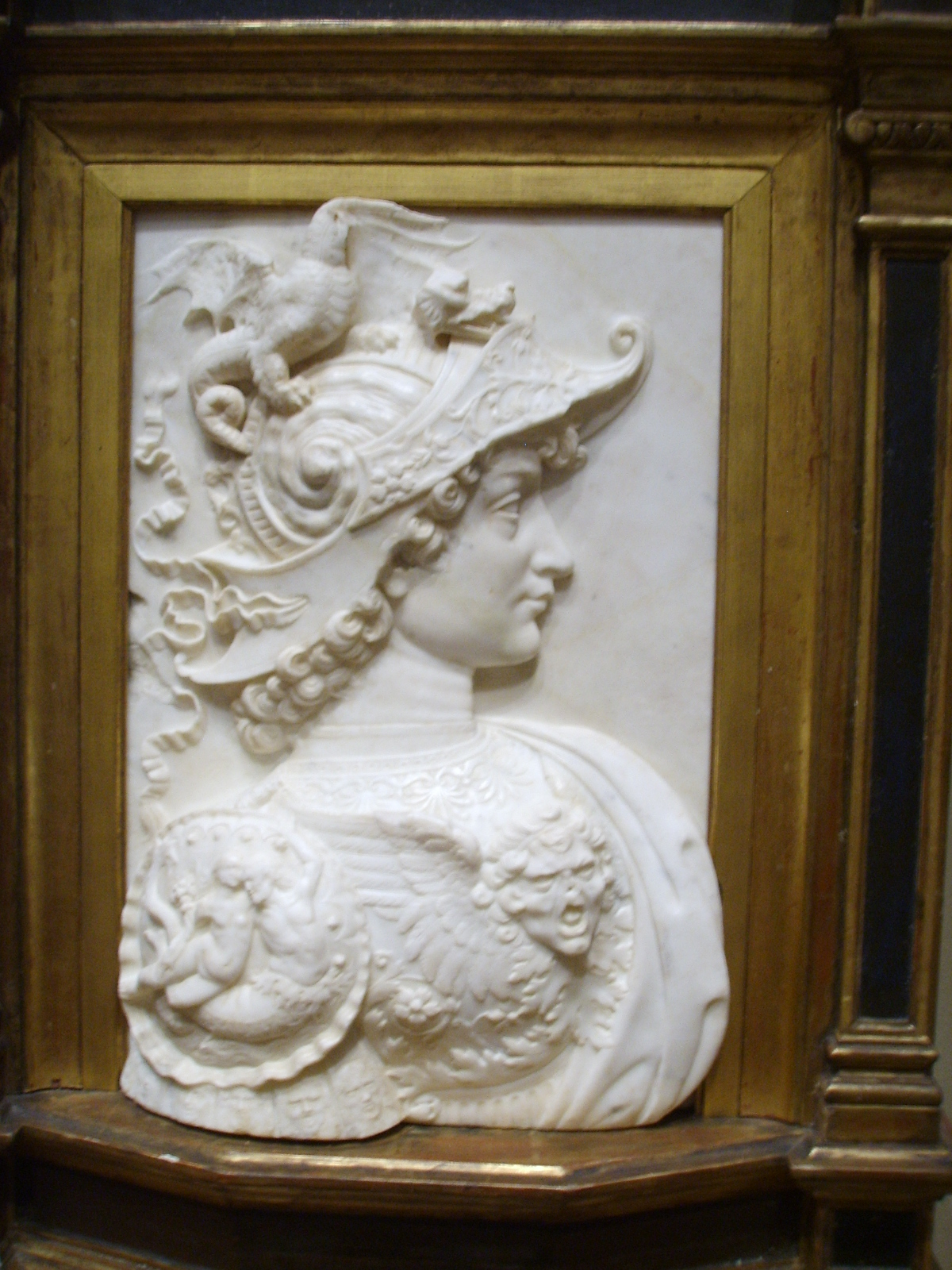
Alexandre le Grand, National Gallery of Art

 Andrea di Michele di Cione dit Le Verrocchio (Florence, 1435 – Venise, 1488) est un sculpteur, peintre et orfèvre florentin de la seconde moitié du Quattrocento.
Il reçut un nombre important de commandes de Laurent de Médicis, dit le Magnifique, tenant auprès de lui le rôle que Donatello avait joué auprès de Cosme l'Ancien. Son atelier était alors (avec celui des frères Pollaiolo) le plus important de Florence. Il eut pour élèves Francesco Botticini, Le Pérugin, Léonard de Vinci, et Lorenzo di Credi.

## Biographie
Andrea del Verrocchio naît en 1435 à Florence. Son père est briquetier (fornacio) puis collecteur d’impôt. On sait peu de choses sur ses années de formation. Il doit son surnom, Il Verrocchio, à son premier maître, l’orfèvre Giuliano Verrochi. L‘Anonyme Gaddiano, dans un manuscrit rédigé vers 1530, le présente comme un élève de Donatello, une information que ne reprend pas Vasari. Il devient membre de la guilde des sculpteurs en 1469 et membre de la guilde des peintres en 1472. À la mort de Donatello, il devient le sculpteur en titre des Médicis pour lesquels il réalise le tombeau en bronze et en porphyre de Pierre et Jean de Médicis (basilique San Lorenzo de Florence, 1472), le David de bronze (musée national du Bargello, Florence), le Génie ailé (1479) de la fontaine du Palazzo Vecchio, une Résurrection en terre cuite peinte (musée du Bargello, initialement à la villa Careggi) et d’autres travaux (fontaines, restaurations d’antiques, accessoires de scénographie). Son atelier est, avec celui des frères Pollaiolo, le plus important de Florence. D’après une nouvelle d’Anton Francesco Grazzini écrite vers 1550, il se situe via del Garbo.
Il peint plusieurs œuvres importantes telles que Le Baptême du Christ qui est réalisé en dix ans avec l'aide de son apprenti, Léonard de Vinci. Il est souvent affirmé que cette œuvre a été sa dernière peinture. Voyant que son élève le dépassait sans conteste dans cet art, il décida de se consacrer dorénavant à la seule sculpture.  
Verrocchio reçoit la commande (probablement de Pierre de Médicis) du David qui est aujourd’hui au Bargello. C’est là un hommage au David de Donatello. En 1476, Laurent de Médicis le vend (pour 150 florins) à la Seigneurie de Florence.
La commande que reçoit Verrocchio pour l’église Orsanmichele montre l’estime dans laquelle il est tenu. Il s’agit de remplacer la statue de Donatello, Saint Louis de Toulouse, retirée en 1460 de la niche jusque-là réservée au parti guelfe. Le sujet est L’Incrédulité de Saint Thomas. Le premier paiement date du 27 avril 1468. Verrocchio réussit le tour de force de sculpter un groupe de deux personnages malgré l'étroitesse de la niche. « Il trouve la solution, écrit Charles Avery, en réduisant l'échelle des figures, et en ne conservant que le Christ dans la niche, saint Thomas se tenant légèrement en dessous du podium et se tournant vers le Christ.»
En 1468, Verrocchio est chargé de fondre et de hisser l’énorme sphère dorée (six mètres de diamètre et près de deux tonnes de poids) prévue par Brunelleschi pour couronner la lanterne du dôme de la cathédrale Santa Maria del Fiore de Florence. Elle est installée en 1472.
Verrocchio participe au concours organisé par la ville de Pistoie pour le mémorial qui doit être érigé à l'intérieur de la cathédrale San Zeno en hommage au cardinal Forteguerri, décédé en 1473. On s’en remet finalement au jugement de Laurent de Médicis qui tranche en faveur de Verrocchio aux dépens de Piero Pollaiuolo. Verrocchio travaille au monument de 1476 à 1483. À son départ pour Venise, seules quelques statues ont été exécutées. C’est Lorenzetto Lotti qui réalise la statue de la Charité et Giovanni Francesco Rustici, la statue orante du cardinal. Il est difficile de se faire une idée exacte du projet de Verrocchio puisque tout le monument a été remanié en 1753 par le sculpteur baroque Gaetano Masoni, même si le modèle en terre cuite conservé au Victoria and Albert Museum de Londres en donne un aperçu. « On perçoit toutefois », écrit André Chastel, « dans la figure du Christ, dans celles des Vertus, la Foi et l’Espérance, dans les silhouettes animées des anges (…) une recherche de suavité et de mouvement qui tend à accroître au maximum l’expression délicate : le thème principal était, comme dans le chef-d’œuvre de Rossellino à San Miniato, mais dans un style plus viril, l’ascension et la béatification de l’âme, son accès au monde angélique .»
En 1483, Verrocchio part pour Venise. Il y travaille jusqu’à sa mort à la statue du Colleone, le monument équestre érigé en l’honneur du condottiere Bartolomeo Colleoni sur le campo del Santi Giovanni e Paolo devant la Scuola San Marco.

## Œuvres

### Sculptures
- David (1472-5), bronze hauteur 126 cm, Florence, musée national du Bargello
- Tomba di Cosimo il Vecchio (Cosme l’Ancien), 1467, marbre blanc, porphyre rouge et vert, bronze, appareillage en briques et tegoli (tuiles), 265 × 318 cm, pilier de la crypte de basilique San Lorenzo de Florence
- Tomba di Giovanni e Piero de' Medici (1469-1472), marbre blanc, porphyre rouge et verse, bronze, appareillage en briques et pietra serena, Basilique San Lorenzo de Florence
- Putto con delfino (Angelot avec dauphin, 1470 environ), bronze, 67 cm, Florence, Palazzo Vecchio
- Giuliano de' Medici, attribué (1475-1478), terre cuite, 61 × 66 × 28,3 cm, Washington, National Gallery of Art
- Dama col Mazzolino (Dame au bouquet, 1475-1480), marbre, 61 cm, Florence, musée national du Bargello
- Cristo e San Tommaso (Le Christ et saint Thomas, 1476-1483), bronze, hauteur 230 cm, Florence, Orsanmichele
- Decollazione del Battista (1477-1480), argent et émaux montés sur base de bois, 31,5 × 42 cm, (musée de la fabrique de la cathédrale, Florence)
- Busto di Lorenzo il Magnifico (1480), terre cuite peinte, Washington, National Gallery of Art
- Angelo (Ange), terre cuite, 36,5 × 32,8 cm, Paris, musée du Louvre
- Campana detta « La Piagnona », bronze, Florence, Museo nazionale au couvent San Marco
- Busto di Piero di Lorenzo de' Medici, terre cuite, Florence, musée national du Bargello
- Crocifisso (Crucifix), bois mastiqué et toile de lin imprégnée peinte, 87 cm, Florence, musée national du Bargello
- Buste d'une jeune femme, marbre, 48 × 50,8 × 23,8 cm, New York, Frick Collection
- Resurrezione di Cristo, terre cuite polychrome, 135 × 150 cm, Florence, musée national du Bargello
- Fanciullo dormiente (Enfant dormant), terre cuite, 36 × 58 cm, Berlin, Staatliche Museen
- Vasca Medici (attribué à Verrocchio ou à l'atelier de Donatello) (1440-1460 environ), 167 cm et socle de 34 cm, Florence, San Lorenzo, Vieille sacristie
- Monumento equestre a Bartolomeo Colleoni (1483-1488), 400 × 380 cm, Venise, campo dei Santi Giovanni e Paolo

### Peintures
- Saint Jérôme, v. 1465, papier sur bois, 41 × 27 cm, Galerie Palatine, Florence
- Madonna col Bambino (1466-1470 environ), tempera sur panneau, 75,5 × 54,8 cm, Berlin, Staatlische Museeen, Gemäldegalerie
- La Vierge allaitant, 1467-69, National Gallery (Londres)
- La Vierge adorant l'Enfant ou Madone Ruskin, v. 1470, Galerie nationale d'Écosse
- Vierge à l'Enfant debout, Institut Courtauld, Londres
- Tobie et l'Ange (1470-1475), tempera sur peuplier, 84 × 66 cm, National Gallery de Londres
- Madone et deux anges, 1476, National Gallery (Londres), avec Lorenzo di Credi
- Vierge à l'Enfant, 1470-1480, National Gallery of Art, Washington
- Madonna col Bambino e due angeli (Madone à l'Enfant, avec deux anges), 1473-1478, 51 × 159 cm, Detroit Institute of Arts
- La Bataille de Pydna, v. 1475, tempera sur panneau, 51 × 159 cm, musée Jacquemart-André, Paris
- Le Baptême du Christ, avec Léonard de Vinci (1475-1478 environ), huile sur bois, 180 × 152 cm, Florence, musée des Offices
- Madonna col bambino avec San Giovanni Battista et San Donato (1475-1483), panneau, 189 × 191 cm, dôme de Pistoie

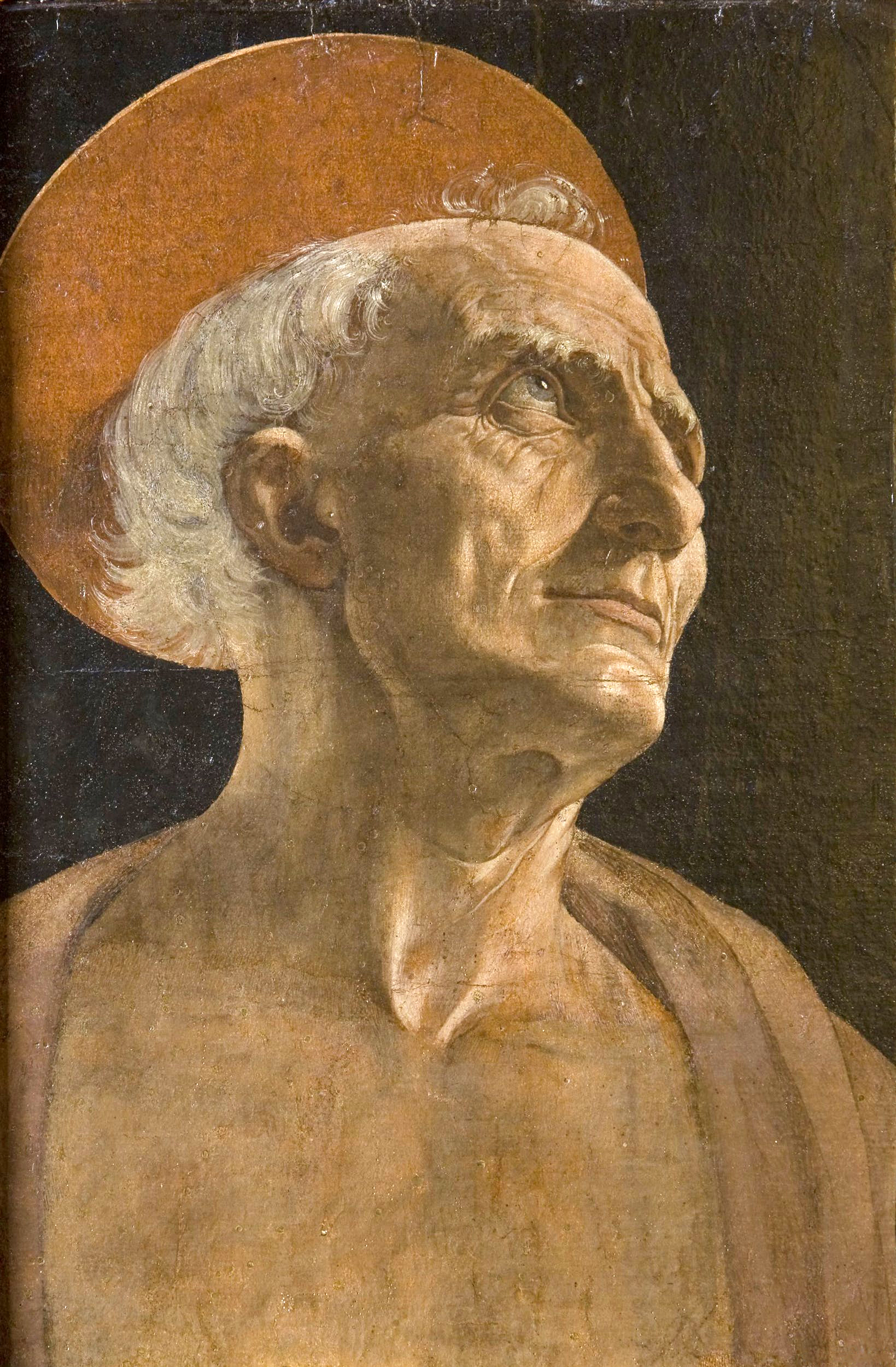
Saint Jérôme, 1465 Galerie Palatine, Florence
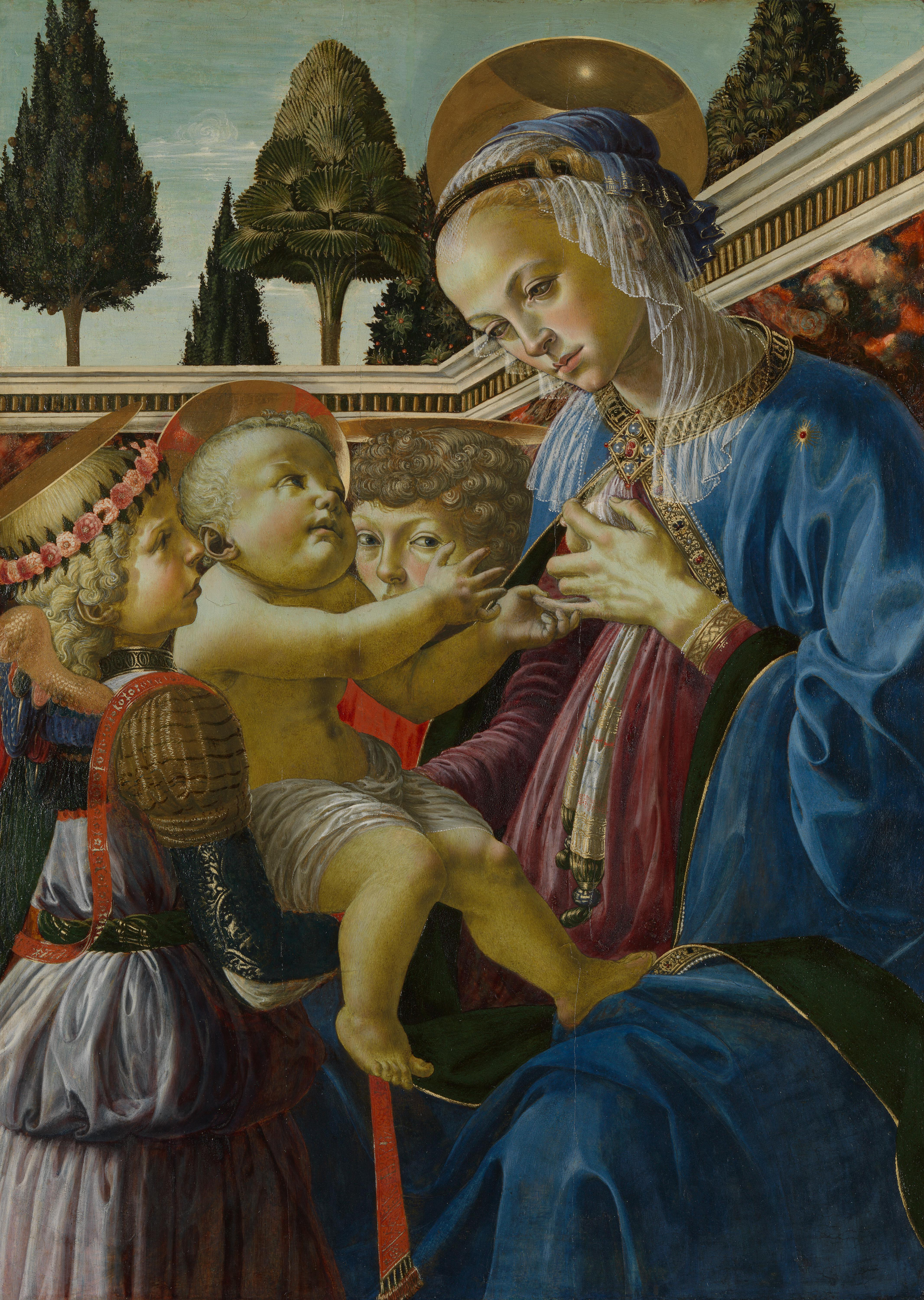
Vierge allaitant, 1467-69 National Gallery, Londres
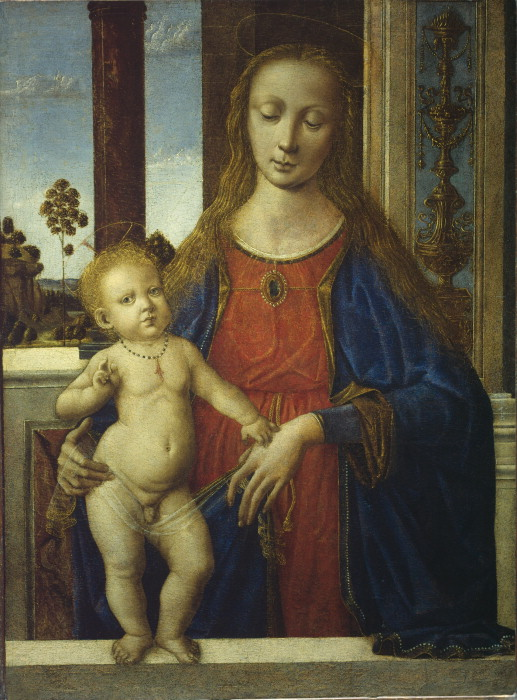
Madone Institut Courtauld, Londres
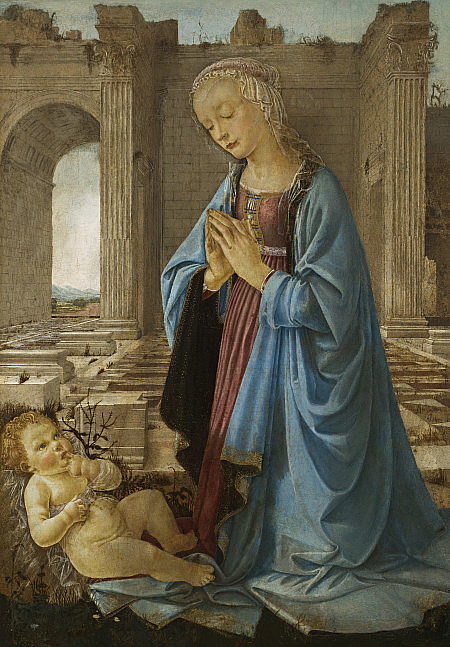
Madone Ruskin, v. 1470 National Gallery Scotland
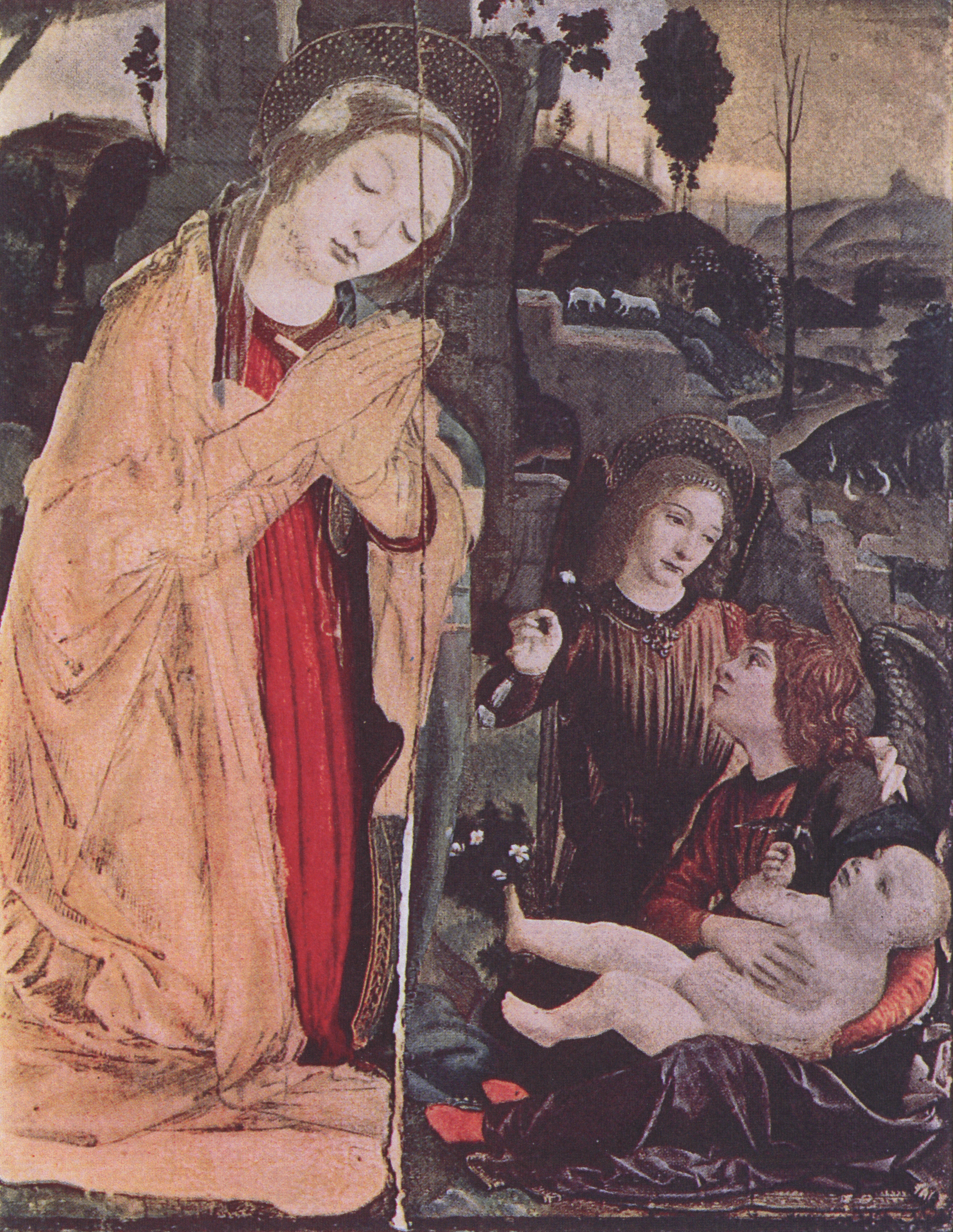
Madone à l'Enfant, avec deux anges, 1473-78 Detroit Institute
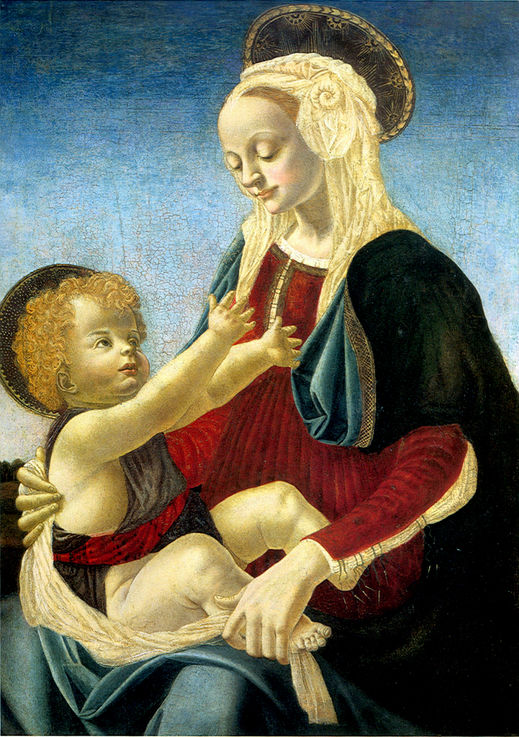
Vierge à l'Enfant, 1470-80 National Gallery, Washington
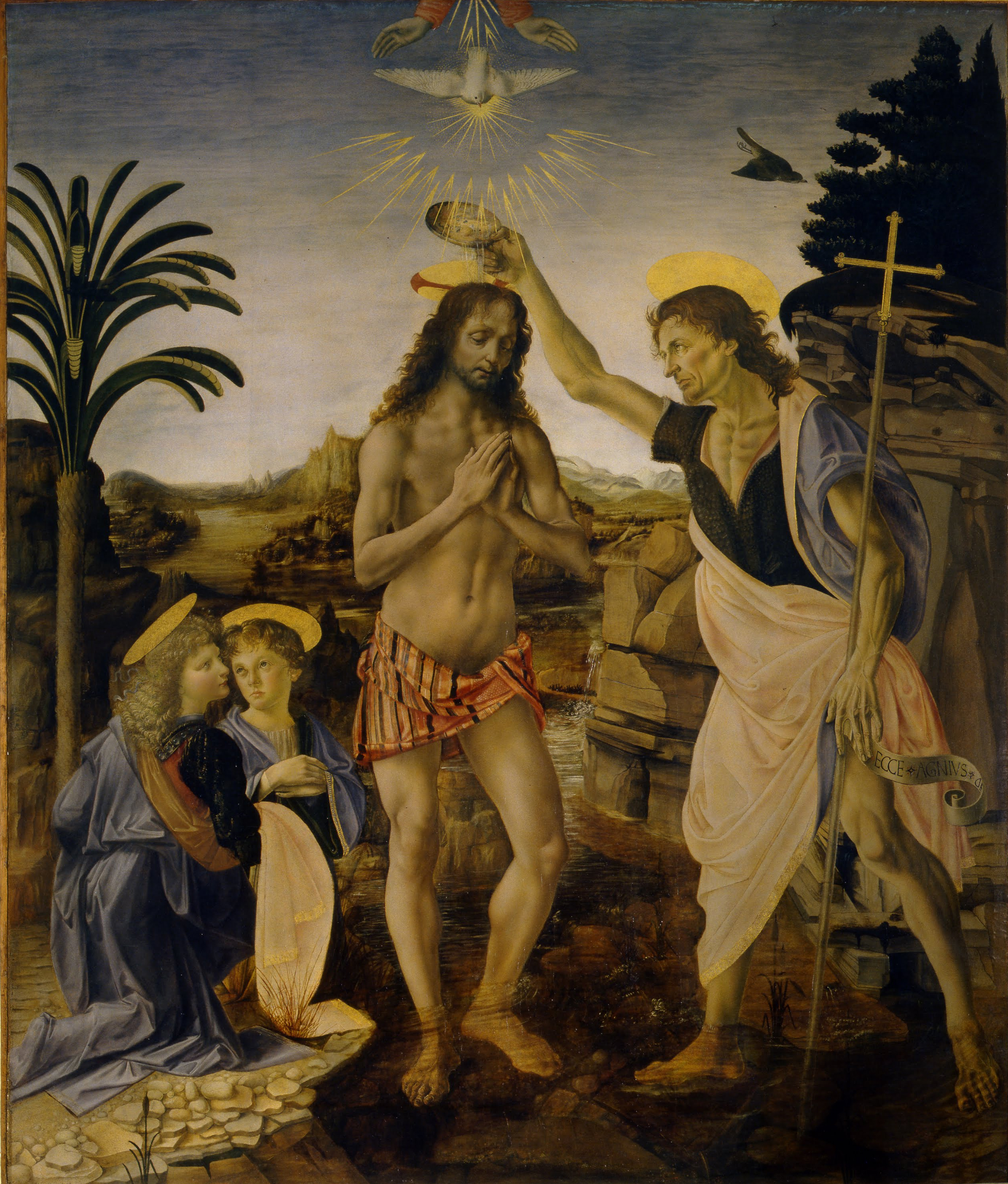
Baptême du Christ, 1475 Musée des Offices
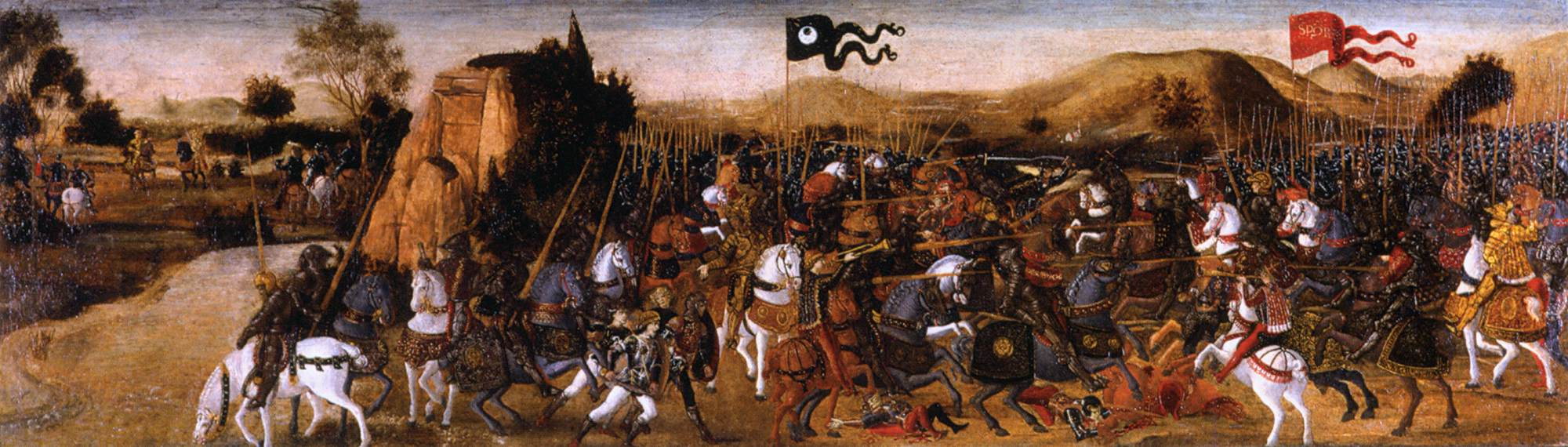
Bataille de Pydna, v. 1475 Musée Jacquemart-André
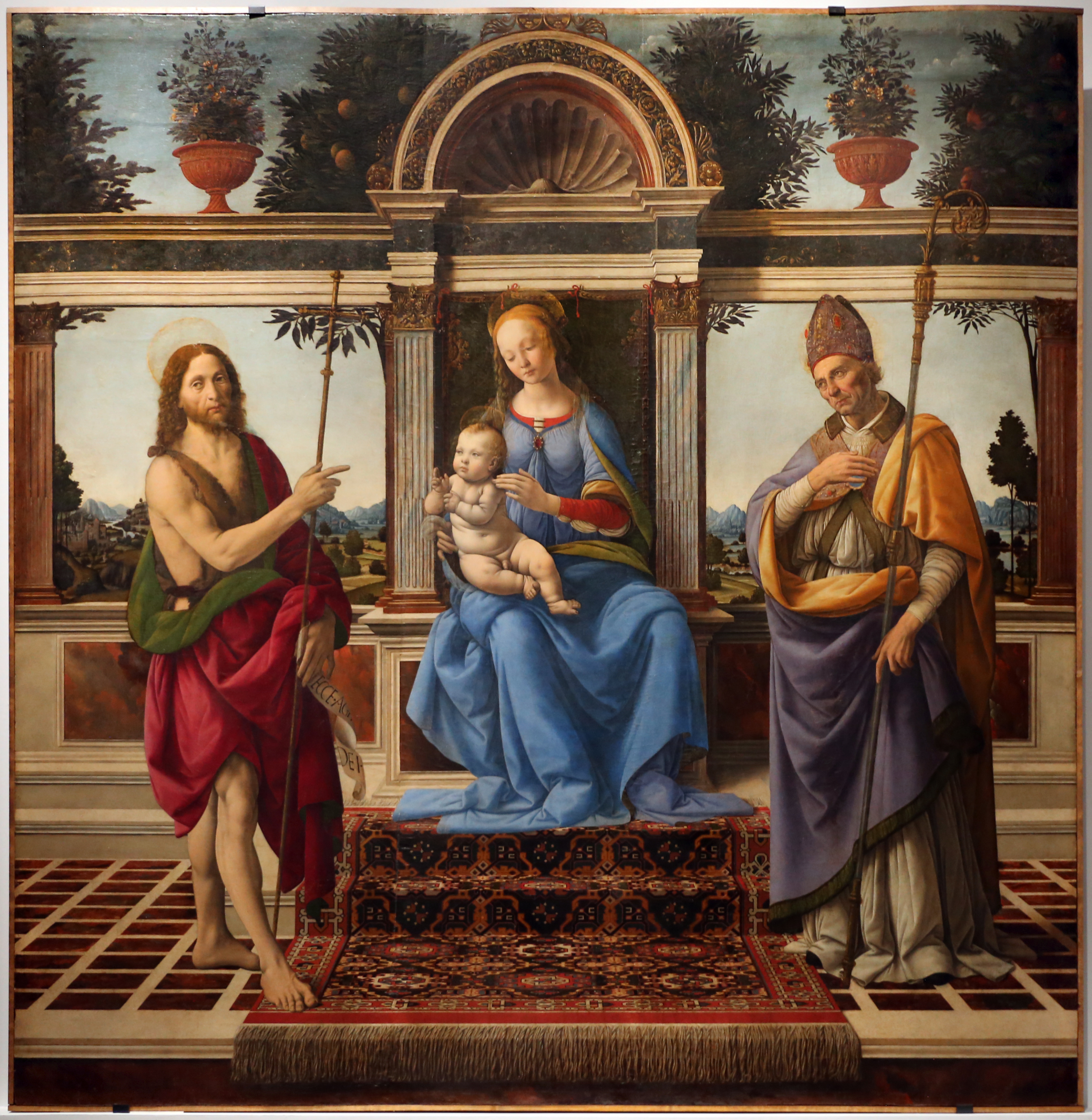
Madone et saints, 1475-83 Dôme de Pistoie
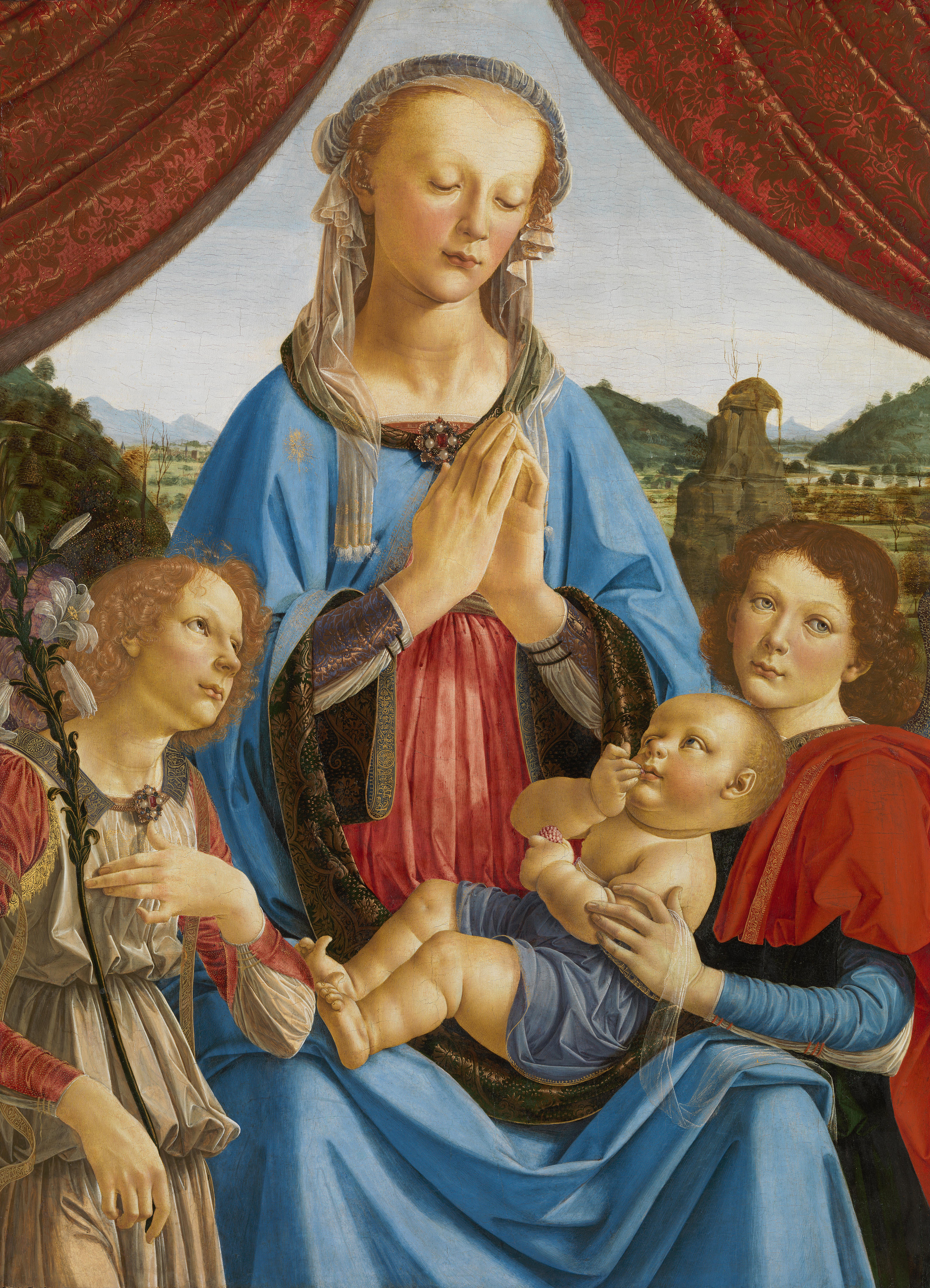
Madone et deux anges, 1476-78, National Gallery (Londres)

### Dessins
- Testa di bambino, dessin avec matière blanche sur carton, 28,3 × 20 cm, Florence, Galerie des Offices
- Testa muliebre (Tête de femme), dessin sur carton avec matières blanche et noire, transférée de la paroi, 40,8 × 32,7 cm, Oxford, église du Christ
- Testa muliebre, dessin, 26,7 × 22,5 cm, Paris, Musée du Louvre
- Studio per putti che giocano (Étude pour angelots/enfants qui jouent), dessin à l'encre, 15,8 × 20,9 cm, Paris, Musée du Louvre
- Venere e Cupido (Vénus et Cupidon), avec Léonard de Vinci, pointe métallique et matière noire sur papier ivoire, 14,8 × 25,9 cm, Florence, Galerie des Offices

### Atelier
- Angelo (Ange) (atelier), 37 × 34 cm, Paris, musée du Louvre
- Vierge à l'Enfant (atelier), (1470-1475), Metropolitan Museum of Art, New York
- Madonna col Bambino (Vierge à l'Enfant), attribué à Verrocchio ou à Antonio Pollaiuolo, panneau peint, Saint-Pétersbourg, musée de l'Ermitage
- San Girolamo (Saint Jérôme), attribué au cercle de Verrocchio, fresque, Pistoie, Chiesa e convento di San Domenico (église et couvent Saint-Dominique)
- Vierge à l'Enfant, peinture datée de 1470, attribuée à l'entourage de Verrochio, Collection Alana[5]